# Els Verds-Esquerra Ecologista (Cataluña)
Els Verds-Esquerra Ecologista (Los Verdes-Izquierda Ecologista) (EV-EE) es una formación política español de ámbito catalán de ideología ecologista y nacionalista catalana.
Agrupó al sector mayoritario de la antigua organización Els Verds-Confederació Ecologista de Catalunya (EV-CEC), y tras su ruptura en su asamblea de 1998 trató de mantener ese nombre. Sin embargo la impugnación por parte de un grupo de militantes de dicha asamblea, y la posterior sentencia judicial favorable a los impugnadores, anuló las actuaciones de EV-CEC en el período posterior a la misma, que incluían algunos acuerdos municipales con ERC o con EUiA, lo que llevó a dejar utilizarse definitivamente el nombre de EV-CEC. La mayor parte del grupo que venía utilizando ese nombre a pasa a formar de Els Verds -Esquerra Ecologista (EV-EE), organización fundada en 2001 por la exdiputada María Olivares, entre otros antiguos miembros de Els Verds-CEC. 
En un principio retomó sus relaciones con Iniciativa per Catalunya, apoyándola desde 2003 e integrándose en ella desde 2004 hasta mediados del 2007, coincidiendo con las elecciones municipales, cuando ambas formaciones rompen el acuerdo que las unía debido a sus diferencias de posicionamiento en numerosas cuestiones: soberanismo, línea de Muy Alta Tensión por la frontera francesa (MAT), proyecto del Cuarto Cinturón, movimiento okupa, proyectos urbanísticos como el Túnel de Bracons
EV-EE decidió entonces "priorizar su trabajo como entidad social" sin renunciar a la vertiente político. En la actualidad EV-EE trabaja como movimiento social y político independiente, aunque algunos miembros militan en Esquerra Republicana de Catalunya (ERC). Tiene como líderes a Antoni García y a María Olivares, la primera diputada verde por EV-CEC en el Parlamento de Cataluña. Els Verds-Esquerra Ecologista y su homónima valenciana, conjuntamente con otras organizaciones de izquierda nacionalista y verde, son los promotores de la Plataforma Verde por una Izquierda Verde. 
En las elecciones municipales 2011 EV-EE participó en algunos municipios en coalición con ERC, como Hospitalet de Llobregat, Gavá y San Baudilio de Llobregat; en otros lo hizo apoyando candidaturas independientes.
En 2011 se disolvió y se integró íntegramente en Iniciativa per Catalunya Verds-Verdes Equo (desde el 13 de marzo de 2021 se llama Esquerra Verda-Verdes Equo).